# 소냐 헤니
소냐 헤니(노르웨이어: Sonja Henie, 1912년 4월 8일 ~ 1969년 10월 12일)는 노르웨이의 여자 피겨 스케이팅 선수이자 영화 배우이다.
어린 시절부터 스케이트를 탔으며, 발레, 스키를 병행하며 피겨 스케이팅에 이들 기술을 접목시켜 피겨 스케이팅의 기술에 혁신적인 발전을 이루어 냈다. 1924년 동계 올림픽 에 만11세의 나이로 출전하여 여자 싱글 8위에 올랐다. 1927년, 14살의 나이로 세계 피겨 스케이팅 선수권 대회 여자 싱글에서 우승한 이후 1936년까지 10회 연속 우승하는 대기록을 세웠다. 동계 올림픽 에서도 1928년, 1932년, 1936년에 걸쳐 3회 연속 금메달을 획득했다. 1936년 동계 올림픽과 세계 선수권을 끝으로 프로로 전향했고, 미국으로 건너가 영화배우로도 활동했다. 피겨 스케이팅 역사상 가장 훌륭한 기록을 남긴 선수 중 하나로 유명하다.

## 생애
소냐 헤니는 노르웨이의 오슬로 지방에서 태어났다. 모피상이었던 아버지 빌헬름 헤니는 사이클링 세계선수권자로, 그의 아이들에게 어렸을 때부터 스포츠를 접할 수 있게 해주었다고 한다. 특히 소냐는 운동신경이 매우 좋아 나라 안에서 손꼽힐 정도의 테니스 실력, 곡마사의 기술과 수영 실력도 갖추고 있었다. 일찍이 스키에도 재능을 보였는데, 그 때 피겨를 하던 오빠에게 이끌려 피겨를 시작하게 되었다. 그 후 올림픽 3연패, 세계선수권 10연패, 유럽선수권 6연패라는 대기록을 가진 선수가 되었으며, 미니스커트 의상을 입고 경기를 한 최초의 피겨선수로도 알려져 있다.
프로로 전향 후에는 15개의 영화에 출연하여 배우로서도 명성을 이어갔다. 그녀는 세계 피겨스케이팅 명예의 전당뿐 아니라 헐리우드 스타의 명예의 전당에도 이름을 올렸다.
만년에는 백혈병으로 투병 생활을 하면서도 여러 나라를 돌며 현대 미술 후원 활동을 했으며, 1969년 57세 때 노르웨이로 돌아가는 비행기 안에서 세상을 떠났다.

## 나치 관련 논란
헤니는 독일 방문때 아돌프 히틀러에게 나치식 경례를 한 적이 있다.
또, 그녀는 노르웨이 레지스탕스를 지원하라는 요구를 거절하여 노르웨이 국민들의 비난을 받았다.